# Folkrörelsearkivet i Västerbotten

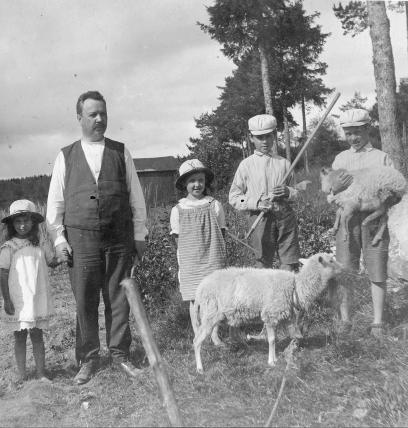
Gustav Rosén med barn vid kolonilott nedanför Hamrinsberget. Från Gustav Roséns arkiv.

Folkrörelsearkivet i Västerbotten bildades 1969 och förvaltar arkivhandlingar från organisationer av förenings- och folkrörelsekaraktär i Västerbottens län. Verksamheten drivs med anslag från Statens kulturråd, Region Västerbotten, samt Umeå och Skellefteå kommun samt med arkiv- och medlemsavgifter. Arkivlokaler finns i Umeå (huvudarkiv) och Skellefteå. I Skellefteå finns även ett bokbinderi.
På Folkrörelsearkivet finns material från västerbottniska folkrörelser, till exempel nykterhetsrörelsen, arbetarrörelsen och väckelserörelsen, föreningar från länet, såsom flottningsföreningarna och Västerbottens hushållningssällskap samt byarkiv och släkt- och personarkiv. Dessutom finns ett tidningsarkiv från 1800-talets mitt fram till slutet av 1900, med lokaltidningar som Umebladet, Västerbottens-Kuriren och Västerbottens Folkblad. Det äldsta dokumentet är Håknäsbrevet, daterat 22 november 1494.
En av de större samlingarna på Folkrörelsearkivet innehåller brev, elevarbeten och målningar efter teckningsläraren och fotografen Maja Beskow. 
Där finns också landshövdingen, tidnings- och riksdagsmannen Gustav Roséns personarkiv, med bland annat 8194 bilder från tiden 1869–1980, tagna av främst Gustav Rosén själv.